# Bellview-Airlines-Flug 210
Der Bellview-Airlines-Flug 210 (Flugnummer B3210) war ein Inlandsflug der nigerianischen Fluggesellschaft Bellview Airlines von Lagos nach Abuja. Am 22. Oktober 2005 ereignete sich auf diesem Flug der Flugunfall einer Boeing 737-200 mit dem Luftfahrzeugkennzeichen 5N-BFN, bei dem alle 117 Menschen an Bord getötet wurden.

## Flugzeug
Bei dem verunglückten Flugzeug handelte es sich um eine Boeing 737-200, die zum Zeitpunkt des Unfalls etwa 24 Jahre alt war. Die Maschine wurde im Werk von Boeing in Renton im Bundesstaat Washington montiert und absolvierte am 13. November 1981 ihren Erstflug, ehe sie im gleichen Monat neu an die Maersk Air ausgeliefert wurde. Das Flugzeug trug die Werksnummer 22734, es handelte sich um die 818. Boeing 737 aus laufender Produktion. Die Maschine wurde zunächst mit dem Luftfahrzeugkennzeichen OY-MBW zugelassen. Im September 1985 wurde die Maschine an die Midway Airlines verleast und kehrte aus dem Leasing im November 1988 zu ihrer Eigentümerin zurück. Im August 1989 übernahm die Dragonair die Maschine und betrieb sie fortan mit dem Kennzeichen VR-HYM. Im Juli 1993 kaufte die US-amerikanische Leasinggesellschaft PEMCO das Flugzeug und ließ es mit dem Luftfahrzeugkennzeichen N171PL zu. Ab September 1993 war die Maschine an die Aero Costa Rica verleast, die sie wiederum im Januar 1996 an die Halisa Airlines aus Haiti weiterverleaste. Im Juni 1996 übernahm die Frontier Airlines das Flugzeug und ließ es einen Monat später mit dem neuen Luftfahrzeugkennzeichen N271FL zu. Am 21. März 2003 wurde die Maschine auf die Bellview Airlines zugelassen, bei der sie ihr letztes Kennzeichen 5N-BFN erhielt. Das zweistrahlige Schmalrumpfflugzeug war mit zwei Triebwerken des Typs Pratt & Whitney JT8D-17 (HK3) ausgestattet. Das linke Triebwerk war im August 2004 überholt und im Oktober 2004 an der Maschine montiert worden. Das rechte Triebwerk wurde im Mai 2005 überholt und am 13. September 2005 montiert. Bis zum Zeitpunkt des Unfalls hatte die Maschine eine kumulierte Betriebsleistung von 55.772 Betriebsstunden bei 36.266 Starts und Landungen absolviert.

## Besatzung
Es befand sich eine sechsköpfige Besatzung an Bord, bestehend aus Kapitän, Erstem Offizier, Flugingenieur und drei Flugbegleitern. Der 48-jährige Kapitän Imasuen Lambert stammte aus Okada, Albarka. Er verfügte über eine hohe nominelle Flugerfahrung von 13.429 Stunden, darunter 1053 mit der Boeing 737. Bevor er im Oktober 2004 zu Bellview Airlines kam, war Lambert bereits für verschiedene Fluggesellschaften wie Imani Aviation, Okada Air, GAS Air und Kabo Airlines geflogen. Er hatte jedoch zwischen 1992 und 2004 nicht als Pilot gearbeitet. Der ghanaische Erste Offizier, dessen Ehefrau sich unter den Passagieren befand, verfügte über 762 Stunden Flugerfahrung, darunter 451 mit der Boeing 737.

## Flugverlauf
Der Flug sollte von Lagos nach Abuja führen. Während die Maschine kurz nach dem Start, um 20:35 Uhr Ortszeit, eine Rechtskurve flog, erteilte der Fluglotse in Lagos der Besatzung die Anweisung, die Flugsicherung in Abuja zu kontaktieren. Der Kapitän bestätigte, dies war zugleich der letzte Funkspruch der Flugsicherung mit der Maschine. Der Fluglotse in Abuja wies die Besatzung um 20:36 Uhr an, sich zu melden, sobald sie eine Höhe von 13.000 Fuß erreicht oder das Funkfeuer LAG überflogen habe. Zehn Minuten später versuchte der Fluglotse erneut, die Besatzung zu kontaktieren, erhielt jedoch keine Antwort. Die Maschine war in ein flaches Gebiet beim Dorf Lisa im Bundesstaat Ogun gestürzt.

## Bergung
Nach dem Unfall wurde eine Such- und Rettungsaktion gestartet. Die Absturzstelle konnte erst am nächsten Morgen durch einen Polizeihelikopter geortet werden. Trotz einer umfangreichen Suche waren die Unfallermittler nicht in der Lage, Stimmenrekorder und Flugdatenschreiber zu bergen. Das Ausmaß der Zerstörung war enorm. Gemäß dem später veröffentlichten Unfallbericht war die Maschine aus einer nahezu vertikalen Fluglage mit einer hohen Fluggeschwindigkeit zu Boden gestürzt. Durch die Aufprallkräfte bohrten sich wesentliche Teile des Flugzeugs ins Erdreich. An der Absturzstelle befand sich ein 16,5 Meter × 17,5 Meter großer und 10 Meter tiefer Krater, aus dem tagelang Rauch aufstieg. Die meisten Baugruppen des Flugzeugs waren durch den Unfall schwer beschädigt oder gar nicht mehr zu identifizieren. Die menschlichen Überreste, die am Unfallort vorgefunden wurden, waren jeweils „nicht größer als Finger oder Zehen“.

## Unfalluntersuchung
Der Abschlussbericht zu dem Unfall wurde erst im Februar 2013 veröffentlicht. In dem Bericht wurde unter anderem die Professionalität des 48-jährigen Flugkapitäns der Maschine beanstandet. Dieser besaß zwar eine Pilotenausbildung, hatte jedoch zwischenzeitlich zwölf Jahre lang keine Maschinen mehr geflogen. In dieser Zeit habe er in einer Molkerei gearbeitet und dabei sei ihm bei einem versuchten Raubüberfall mit einer kleinkalibrigen Pistole in den Kopf geschossen worden. Aufgrund dieses Umstandes war das Ergebnis der Flugunfalluntersuchung hinsichtlich der physiologischen Verfassung des Flugkapitäns unklar. Die Arbeitszeiten des Kapitäns deuteten auf eine mögliche Überarbeitung und schleichende Fluguntauglichkeit aufgrund von chronischer Übermüdung hin.
Ferner wurde festgestellt, dass eine Reihe von technischen Mängeln an der Unfallmaschine vorgelegen hatten. Die Boeing hätte aufgrund der Mängel weder für den Unfallflug noch für eine Reihe weiterer zuvor durchgeführter Flüge freigegeben werden dürfen.
Die genaue Unfallursache konnte nie ermittelt werden.

## Folgen
Im Zuge der Unfalluntersuchung kritisierte die amerikanische Seite die nigerianische Flugaufsichtsbehörde, da diese versäumt hatte, ihre Aufsichtsfunktion zu erfüllen und sicherzustellen, dass Bestimmungen zur Flugsicherheit befolgt werden.
Innerhalb von 13 Monaten ab dem Absturz ereigneten sich auf dem Sosoliso-Airlines-Flug 1145 und dem ADC-Airlines-Flug 53 zwei weitere schwere Flugunfälle in Nigeria. Um die Sicherheit der Luftfahrt im Land zu erhöhen, erließ die nigerianische Regierung eine Vorschrift, die finanziell angeschlagene Fluggesellschaften im Land anwies, ihre Kapitalstruktur zu sanieren. Bei Nichterfüllung bis zum 30. April 2007 sollten die jeweiligen Flugzeugflotten mit einem Betriebsverbot belegt werden. Sieben nigerianische Fluggesellschaften mit schwelenden Liquiditätsproblemen stellten daraufhin den Betrieb ein, Bellview Airlines folgte im Jahr 2009.